# Галактичний гончар
Галактичний гончар (англ. Galactic Pot-Healer) — науково-фантастичний роман американського письменника Філіпа Діка. Твір був написаний 1968 року, а наступного вперше вийшов у видавництві «Berkley Books» (Нью-Йорк).

## Сюжет
Джо Фернрайт працював реставратором керамічних виробів. Справи шли кепсько, замовлень майже не було. Одного дня йому запропонували виконати роботу за велику винагороду, але цим замовленням зацікавилися співробітники правоохоронних органів. Джо Фернрайта заарештовують. Втекти з відділка і вилетіти на планету Сіріус-П'ять допомогла істота, яку звати Гліммунг, його майбутній роботодавець. На борту космічного корабля він познайомився з морським біологом Малі Йохос, уродженкою системи Прокса. Відразу після приземлення дізнається, що на планеті існує лише одна книга, зміст якої постійно змінюється і вона передбачає майбутнє. Під керівництвом Гліммунга спеціалісти з різних куточків Всесвіту працювали над підйомом старовинного храму з дна океану. Незабаром Фернрайт відмовляється працювати у цій команді і повертається до лабораторії, де починає виготовляти керамічні вироби.

## Публікації
Галактичний гончар було вперше опубліковано в 1969 році у видавництві Berkley Medallion Books. Видання у твердій палітурці було випущено у 1969 році Книжковим клубом наукової фантастики (Nelson Doubleday, Inc.). Наразі книга видана у США видавництвом Vintage Books, ISBN 0-679-75297-8, а у Великій Британії — видавництвом Gollancz.
Аудіокнига Галактичний гончар була випущена в 1998 році видавництвом Blackstone Audio. Аудіокнигу читає Том Паркер. Інша версія, випущена в 2013 році Brilliance Audio, начитана Філом Гіганте, є повною і триває 6 годин 10 хвилин. 

## Видання
- Philip K. Dick Galactic Pot-Healer — New York: Berkley Medallion Books, 1969. — 144 p. (перше видання)
- Philip K. Dick Galactic Pot-Healer — Boston - New York: Mariner Books, 2013. — 192 p. ISBN 978-0-547-57264-2